# El extraño misterioso
El extraño misterioso (Der Fremde) es un relato escrito por Karl von Wachsmann y publicado en la colección Erzahlungen und Novellen en 1844. En este relato se reflejan muchos elementos folklóricos de los vampiros, y algunos de ellos, como el control del vampiro del relato sobre los lobos o su capacidad de convertirse en niebla para introducirse en la habitación de su víctima, parecen haber sido adaptados por el autor Bram Stoker para su novela Drácula.

## Sinopsis
El conde Fahnenberg, un noble austriaco acompañado por su sobrino Franz, su hija Franziska y Bertha, la amiga de esta, se dirigen a una de las posesiones más apartadas de los dominios del conde. Durante el camino son atacados por feroces lobos, pero de repente un extraño se interpone entre ellos y los lobos, poniéndolos en fuga. 
Cuando llegan a su mansión, los lugareños les dicen que en las cercanías se encuentran las ruinas del castillo Klatka, donde gobernó la estirpe anterior a los Fahnenberg, y cuyo último señor, Azzo von Klatka, fue un tirano despótico que murió ahorcado por los campesinos a los que oprimía.
El conde y su familia se dirigen a visitar las ruinas, y allí se encuentran con el extraño que los salvó de los lobos. Tras agradecerle su intervención el conde lo invita a visitarle, y el extraño, un hombre hosco y retraído, acepta.
El extraño se convierte en un visitante asiduo del conde, mostrando un especial interés por Franziska. Tiempo después la joven cae enferma debido a una misteriosa enfermedad, sufriendo un extraño sueño en el que su aposento se llena de niebla.
La llegada del Conde Woislaw, prometido de Bertha, que acaba de regresar de la guerra contra los turcos, es recibida con alivio. El Conde reconoce enseguida los síntomas de la enfermedad de Franziska e impide que el joven Franz se bata en duelo con el extraño, que despierta su rechazo.
Una mañana Woislaw y Franziska se dirigen a las ruinas del castillo Klatka, donde el Conde aconseja a la joven que clave tres largas estacas en un ataúd concreto que se encuentra entre las ruinas. Poco tiempo después Franziska se recupera de la enfermedad y el Conde Woislaw revela que el extraño misterioso era un vampiro. 
El relato concluye felizmente con el matrimonio entre Franziska y Franz y entre Woislaw y Bertha.

## Adaptación cinematográfica
Este relato parece haber influido parcialmente en el argumento de la película italiana La cripta e l'incubo (La maldición de los Karnstein) (1962), protagonizada por Christopher Lee, que asume el papel del conde Ludwig von Karnstein, aunque el argumento está más relacionado con Carmilla de Sheridan Le Fanu.